# Simon Schwartzman
Simon Schwartzman (Belo Horizonte, 3 de julho de 1939) é um sociólogo brasileiro, membro titular da Academia Brasileira de Ciências. Foi presidente do IBGE (1994-1998) e diretor, para o Brasil, da organização American Institutes for Research (1999-2002), sediada no condado de Arlington (Virgínia). É pesquisador associado do Instituto de Estudos de Política Econômica/Casa das Garças (IEPE/CdG), no Rio de Janeiro. 

## Biografia
Estudou sociologia, ciência política e administração pública na Universidade Federal de Minas Gerais (1961). É mestre em sociologia pela Faculdade Latino-americana de Ciências Sociais (FLACSO), em Santiago (1963). É doutor em ciência política pela Universidade da Califórnia em Berkeley (1973).  Foi professor da UFMG, tendo sido afastado pelo golpe militar de 1964 e reintegrado em 2000, quando se aposentou.
Vive no Rio de Janeiro desde 1969, tendo trabalhado como professor e pesquisador na Fundação Getúlio Vargas, na FINEP (1976-1980) e, até 1988, no IEPE/CdG. Foi professor de ciência política da Universidade de São Paulo (1990-1994) e da Universidade Federal de Minas Gerais.
Foi pesquisador visitante do Woodrow Wilson International Center for Scholars (1978), Tinker Professor of Latin American Studies na  Universidade de Columbia (1986), professor visitante na Universidade da Califórnia em Berkeley (1985), professor da cátedra Joaquim Nabuco de Estudos Brasileira da Universidade Stanford (2001) e pesquisador visitante na École Pratique des Hautes Études de Paris (1982-19833), no Swedish Collegium for Advanced Study em Uppsala (1986), no St. Anthony’s College da   Universidade de Oxford (1994) e no Centre for Brazilian Studies da mesma universidade (2003). Em 2004, foi professor visitante de Departamento de Sociologia da Universidade  Harvard. 
Foi, por muitos anos, editor de Dados – Revista de Ciências Sociais, e é membro do Conselho Editorial dos Anais da Academia Brasileira de Ciências e de várias revistas científicas do Brasil e do exterior. Foi presidente da Sociedade Brasileira de Sociologia, do Comitê de Pesquisa em Sociologia da Ciência da International Sociological Association. 
Em 1996, recebeu a Grã Cruz da Ordem Nacional do Mérito Científico do governo brasileiro.
Participou, em 1985, da Comissão Nacional de Reformulação da Educação Superior Brasileira, da qual foi relator. Entre 1993 e 1994, dirigiu uma equipe de trabalho encarregada pelo Ministério de Ciência e Tecnologia e pelo Banco Mundial de elaborar um documento sobre a política brasileira de ciência e tecnologia. As conclusões deste trabalho foram publicadas em três volumes pela Editora da Fundação Getúlio Vargas. Em 2000, realizou um estudo para o Escritório Regional de Educação da UNESCO para a América Latina e o Caribe (OREALC/UNESCO) sobre o futuro da educação na região. Entre 2006 e 2007, coordenou um estudo sobre universidade e desenvolvmento na América Latina, com apoio da Fundação Ford.